# Minor Planet Circulars
Minor Planet Circulars (afgekort tot MPC of MPCs) is een wetenschappelijk tijdschrift dat gewoonlijk door het Minor Planet Center tijdens elke volle maan wordt gepubliceerd.
Het tijdschrift bestaat uit astrometrische observaties, banen en efemeriden van planetoïden, kometen en bepaalde natuurlijke satellieten. De astrometrische observaties van kometen worden volledig gepubliceerd, terwijl de planetoïdenobservaties wordt samengevat door een observatoriumcode (de volledige observaties worden nu opgegeven in het Minor Planet Circulars Supplement). Nieuwe nummeringen en benamingen van planetoïden, alsook nummeringen van periodieke kometen, worden aangekondigd in het tijdschrift. Nieuwe banen of omlopen van kometen en natuurlijke satellieten verschijnen in het tijdschrift, terwijl nieuwe banen of omlopen voor planetoïden in het Minor Planets and Comets Orbit Supplement.